# Cholymelan
Cholymelan – wydany w 1994 roku album niemieckiego zespołu Diary of Dreams.

## Lista utworów
| Nr  | Tytuł utworu                      | Długość |
| --- | --------------------------------- | ------- |
| 1.  | „Ein Wiegenlied”                  | 4:30    |
| 2.  | „At The Border Of My Nation”      | 4:30    |
| 3.  | „Shattered Disguise”              | 5:18    |
| 4.  | „War On A Meadow”                 | 5:19    |
| 5.  | „Holier Than Thou Approach”       | 4:44    |
| 6.  | „False Affection, False Creation” | 5:00    |
| 7.  | „And Silence Still Remains”       | 4:40    |
| 8.  | „Phantasmogoria”                  | 5:24    |
| 9.  | „To Conquer The Angel's Laugh”    | 6:41    |
| 10. | „Cholymelan”                      | 4:36    |
| 11. | „Ein Wiegenlied (Reprise)”        | 0:56    |
|     |                                   | 51:38   |

| Wydanie z roku 1999. | Wydanie z roku 1999.              | Wydanie z roku 1999. |
| Nr                   | Tytuł utworu                      | Długość              |
| -------------------- | --------------------------------- | -------------------- |
| 1.                   | „Ein Wiegenlied”                  | 4:30                 |
| 2.                   | „At The Border Of My Nation”      | 4:30                 |
| 3.                   | „Shattered Disguise”              | 5:18                 |
| 4.                   | „War On A Meadow”                 | 5:19                 |
| 5.                   | „Holier Than Thou Approach”       | 4:44                 |
| 6.                   | „False Affection, False Creation” | 5:00                 |
| 7.                   | „And Silence Still Remains”       | 4:40                 |
| 8.                   | „Phantasmogoria”                  | 5:24                 |
| 9.                   | „To Conquer The Angel's Laugh”    | 6:41                 |
| 10.                  | „Cholymelan”                      | 4:36                 |
| 11.                  | „Ein Wiegenlied (Reprise)”        | 0:56                 |
| 12.                  | „Between The Clouds”              | 4:54                 |
| 13.                  | „The Stranger Remains”            | 5:35                 |
| 14.                  | „Bird Without Wings”              | 2:38                 |
| 15.                  | „Winter's Decay”                  | 8:51                 |
|                      |                                   | 1:13:36              |